# Saki Kumagai
Saki Kumagai (熊谷紗希, Kumagai Saki, nascida em 17 de outubro de 1990, em Sapporo) é uma futebolista japonesa que atua como zagueira e volante. Atualmente defende a Associazione Sportiva Roma.